# Schindleria brevipinguis
Schindleria brevipinguis je druh mořské ryby. Žije ve vodách Velkého bariérového útesu při pobřeží Austrálie a u Orlovcového atolu (Osprey Reef) v Korálovém moři. Spolu s kaprovitým druhem Paedocypris progenetica a hlaváčovitou pandakou drobnou (Pandaka pygmaea) patří k nejmenším známým rybám.

## Historie
Tuto nejmenší rybu na světě objevil roku 1979 v rámci svého výzkumu ichtyoplanktonu v oblasti Ještěrčího ostrova (Lizard Island) a Carterova atolu (Carter Reef) v oblasti Velkého bariérového útesu ichtyolog profesor Jeffrey M. Leis z Tasmánské univerzity v Hobartu, oficiálně však byla popsána až v roce 2004 Williamem Watsonem a H. J. Walkerem juniorem.

## Popis
Schindleria je neotenní (pedogenetická), což znamená, že dospělí jedinci si zachovávají larvální podobu. Jedná se o podlouhlou hlaváčovitou rybku s velkýma očima a dobře vyvinutou ocasní ploutví. S výjimkou očí postrádá tato ryba pigmentaci, zuby i šupiny a je v podstatě průhledná. Samci dorůstají velikosti 7,7 mm, samice až 8,4 mm, jejich váha je menší než 2 miligramy. Druh se dožívá přibližně kolem 2 měsíců. Název druhu brevipinguis, pochází z latinského slova brevis, což znamená krátký a odkazuje na malou velikost rybky, zatímco pingus odkazuje na hlubší, širší tělo tohoto druhu ve srovnání s jinými druhy v rodu larvovek.

## Výskyt
Západní Pacifik, v současnosti je druh znám pouze z Ještěrčího ostrova (Lizard Island) a Carterova atolu (Carter Reef) v oblasti Velkého bariérového útesu u australského Queenslandu, a z Orlovcového atolu (Osprey Reef) v Korálovém moři. Žije 15 až 30 metrů pod hladinou.